# 더비 백작부인 캐롤라인 스탠리
더비 백작부인 캐롤라인 엠마 스탠리(혼전성 네빌(Neville), 영어: Caroline Emma Stanley, Countess of Derby, 1963년 12월 28일 ~ )는 영국의 사교계 인사이자 백작부인이다.